# 矮生柳叶菜
矮生柳叶菜（学名：Epilobium kingdonii），为柳叶菜科柳叶菜属下的一个植物种。